# Ken Keeler
Ken Keeler (n. 2 decembrie 1961, SUA) este un producător și scriitor de televiziune american. A contribuit la numeroase seriale de televiziune, cele mai cunoscute dintre acestea fiind Familia Simpson și Futurama. Conform unui interviu cu David X. Cohen, Keeler a demonstrat o teoremă care apare în episodul „The Prisoner of Benda⁠(d)” al serialului Futurama.

## Biografie
Keeler a studiat matematică aplicată la Universitatea Harvard, absolvind summa cum laude⁠(d) în 1983. Mai târziu, a urmat un master în inginerie electrică la Universitatea Stanford și un doctorat în matematică aplicată la Harvard. A obținut doctoratul în 1990 cu teza „Map Representations and Optimal Encoding for Image Segmentation”.
După încheierea studiilor doctorale, Keeler s-a alăturat Performance Analysis Department din cadrul organizației Laboratoarele Bell.

## Cariera
A părăsit organizația și a devenit scriitor pentru Late Show with David Letterman și alte sitcomuri; a scris episoade pentru Wings⁠(d), Familia Simpson, Futurama, The Critic⁠(d) și The PJs⁠(d). Acesta este cunoscut pentru episoadele „A Star Is Burns⁠(d)” (Matt Groening, creatorul serialului, a refuzat să fie menționat în generic, deoarece s-a opus unui episod crossover⁠(d) cu The Critic) și „The Principal and the Pauper⁠(d)” (pe care mulți fani - inclusiv Groening și actorul Harry Shearer - l-au criticat din cauza modificărilor majore aduse biografiei personajului Seymour Skinner).
Keeler a jucat un rol fundamental în crearea serialului Futurma, ocupând funcția de coproducător executiv în primii trei ani și producător executiv în al patrulea an. A scris în total 14 episoade; printre acestea sunt „The Devil's Hands Are Idle Playthings⁠(d)” (episodul final al seriei originale), „Meanwhile⁠(d)” (episodul final al serialului) și episoadele „Godfellas⁠(d)” și „The Prisoner of Benda⁠(d)” (câștigătoare ale Premiilor Sindicatului Scenariștilor Americani). De asemenea, Keller a scris atât numeroase melodii originale pentru Familia Simpson și Futurama, cât și scenariul lungmetrajelor Futurama: Bender's Big Score⁠(d) și Futurama: Into the Wild Green Yonder⁠(d).

## Filmografie

### Scriitor

#### Familia Simpson
- „A Star Is Burns⁠(d)” (1995)
- „Two Bad Neighbors⁠(d)” (1996)
- „Treehouse of Horror VII⁠(d)” („The Thing and I”) (1996)
- „El Viaje Misterioso de Nuestro Jomer (The Mysterious Voyage of Homer)⁠(d)” (1997)
- „Brother from Another Series⁠(d)” (1997)
- „The Simpsons Spin-Off Showcase⁠(d)” (povestea) (1997)
- „The Principal and the Pauper⁠(d)” (1997)

#### Futurama
- „The Series Has Landed⁠(d)” (1999)
- „When Aliens Attack⁠(d)” (1999)
- „Put Your Head on My Shoulders⁠(d)” (2000)
- „Anthology of Interest I⁠(d)” (Partea a II-a) (2000)
- „The Honking⁠(d)” (2000)
- „Time Keeps On Slippin'⁠(d)” (2001)
- „Godfellas” (2002)
- „The Devil's Hands Are Idle Playthings” (2003)
- Futurama: Bender's Big Score (scenarist) (2008)
- Futurama: Into the Wild Green Yonder (scenarist) (2009)
- „The Prisoner of Bend” (2010)
- „The Tip of the Zoidberg⁠(d)” (2011)
- „Overclockwise⁠(d)” (2011)
- „The Six Million Dollar Mon⁠(d)” (2012)
- „Forty Percent Leadbelly⁠(d)” (2013)
- „Meanwhile⁠(d)” (2013)
- „How the West Was 1010001” (2023) (sub numele Nona di Spargement)[9]

#### The Critic
- „A Day at the Races and a Night at the Opera⁠(d)”
- „Dukerella⁠(d)”

#### Wings
- „Fay There, Georgy Girl⁠(d)”